# Ludwig Köpp
Ludwig Köpp (* 28. August 1800 in Watenstedt; † 6. Oktober 1890 in Wolfenbüttel) war ein deutscher Politiker im Herzogtum Braunschweig und Mitglied der Braunschweigischen Landesversammlung.

## Leben und Wirken
Über die familiäre Herkunft und die Jugendzeit von Ludwig Köpp ist bisher nichts bekannt. Er absolvierte ein Studium der Rechtswissenschaften. Danach schlug er eine juristische Berufslaufbahn ein und war als Obergerichtsadvokat und Notar tätig.
Neben seinem Beruf war Köpp viele Jahre lang politisch aktiv. Von 1849 bis 1874 wirkte er (mit Unterbrechungen) als Mitglied der Braunschweigischen Landesversammlung. Außerdem war er Mitglied des Deutschen Nationalvereins.
Köpp gehörte zu den Nationalliberalen. Während der Revolutionszeit 1848/49 und in den folgenden Jahren setzte er sich in der deutschen Frage für die kleindeutsche Lösung, also die Vereinigung der Staaten des Deutschen Bundes unter preußischer Führung ein. Als Abgeordneter in der Landesversammlung des Herzogtums Braunschweig befasste er sich unter anderem mit bildungspolitischen Fragen im Hinblick auf das Braunschweiger Collegium Carolinum.